# Eleonora Kaminskaitė
Eleonora Kaminskaitė (en ruso: Элеонора Каминскайте; 29 de enero de 1951-9 de febrero de 1986) fue una deportista soviética que compitió en remo.
Participó en los Juegos Olímpicos de Montreal 1976, obteniendo una medalla de bronce en la prueba de doble scull. Ganó una medalla de plata en el Campeonato Mundial de Remo de 1978.

## Palmarés internacional
| Juegos Olímpicos   | Juegos Olímpicos          | Juegos Olímpicos  | Juegos Olímpicos |
| Año                | Lugar                     | Medalla           | Prueba           |
| ------------------ | ------------------------- | ----------------- | ---------------- |
| 1976               | Montreal (Canadá)         | Medalla de bronce | Doble scull      |
| Campeonato Mundial |                           |                   |                  |
| Año                | Lugar                     | Medalla           | Prueba           |
| 1978               | Cambridge (Nueva Zelanda) | Medalla de plata  | Doble scull      |